# Friedrich Remde (Maler)
Friedrich Remde (* 26. Dezember 1801 in Weimar; † 19. November 1878 ebenda) war ein deutscher Bildnis-, Genre- und Landschaftsmaler.

## Leben
Remde widmete sich anfänglich der Landschaftsmalerei und ging später zur Bildnismalerei über. So hielt er sich ab 1834 als Porträtmaler für einige Jahre in Hamburg auf. Hier entstanden Bildnisse in Öl und als Miniatur aber auch Genrebilder. Zuvor hatte er in Dresden gearbeitet, wo 1834 sein bekanntes Atelierbild entstand, auf dem er seinen Dresdner Freundeskreis darstellte, darunter Georg Heinrich Crola, einen Schüler Caspar David Friedrichs. Zeitweilig war er um 1839 in Wien und London tätig. Ab 1847 lebte er wieder in Weimar, wo er um 1850 zum Hofmaler ernannt wurde. 1851 wohnte er dort in der Gerbergasse C 27. Seine letzte nachweisbare Wohnung befand sich am Graben 39.
Remde heiratete um 1826 die aus Dresden stammende Mathilde Adelheid Böhme (* 15. September 1810 in Dresden; † 13. August 1859 in Weimar). Das Paar hatte einen Sohn, Georg Ferdinand Joseph Remde (* 29. März 1827 in Weimar), und eine namentlich nicht bekannte Tochter, die 1877 noch am Leben war.

## Bilder (Auswahl)
- 1830: Die Stickerin; Staatliche Kunstsammlungen Weimar (Zuvor im Besitz eines Hauptmanns Paczinski in Braunschweig)
- 1834: Das Atelier des Malers in Dresden, Öl auf Leinwand; Nationalgalerie Berlin[5]
- 1836: Porträt des Erbherzogs Carl Alexander,[6]
- 1836: Porträt des Großherzogs Carl Friedrich von Sachsen-Weimar-Eisenach (1783–1853); Weimar, Stadtmuseum im Bertuch-Haus
- 1836: Porträt der Großherzogin von Sachsen-Weimar, Großfürstin von Russland (Maria Pawlowna)
- 1842: Erholungsstunden
- 1846: Ruhlaer Landmädchen
- 1847: Ein Kind mit zwei Hunden spielend
- Bildnis Schillers (Halbfigur, Öl auf Leinwand)